# Campionato Riserve 1912-1913
Il Campionato Riserve 1912-1913 fu la prima edizione del campionato di calcio per seconde squadre dopo la separazione dalle squadre titolari dei club minori. In precedenza, le seconde squadre dei club maggiori, già partecipanti ai campionati di Prima Categoria, partecipavano al campionato di Seconda Categoria.
Il campionato non aveva limiti di età perché il regolamento campionati FIGC non lo definiva e prevedeva, e perciò in campo scendevano siano minorenni che maggiorenni (si era maggiorenni a 21 anni). I giocatori dovevano essere tutti tesserati e dilettanti, perché in caso di provato caso di professionismo potevano essere squalificati.
Si svolse su base regionale, e la ricostruzione dei risultati è ancora frammentaria.
Il calendario era lo stesso delle prime squadre che disputavano il campionato di Prima Categoria perché le partite delle squadre riserve erano disputate la mattina prima delle gare di Prima Categoria. Unendo alla comitiva gli undici giocatori delle riserve più uno o due giocatori di scorta in caso di infortunio o improvvisa indisposizione di un titolare queste squadre avevano la certezza di poter mettere in campo una squadra completa e ridurre le spese di trasferta, anche se all'epoca le Ferrovie dello Stato non concedevano alle squadre di calcio le riduzioni tariffarie che furono garantite solo a partire dal 1925.

## Piemonte

### Classifica parziale
1. Pro Vercelli 8 (4 partite giocate)
2. Juventus 6 (4 partite giocate)
3. Torino 2 (4 partite giocate)
4. Piemonte 0 (4 partite giocate)

Mancano i risultati delle riserve del Novara e del Casale.

### Calendario
- 3 novembre, Juventus II-Piemonte II 6-0
- 10 novembre, Torino II-Pro Vercelli II 0-5
- 24 novembre, Pro Vercelli II-Piemonte II 13-0
- 19 gennaio, Juventus II-Pro Vercelli II 2-5
- 19 gennaio, Torino II-Piemonte II 7-1
- 26 gennaio, Piemonte II-Juventus II 0-7
- 2 febbraio, Pro Vercelli II-Torino II 5-0
- 9 febbraio, Juventus II-Torino II 3-1

## Lombardia e Liguria
Le squadre liguri di Prima Categoria furono aggregate a quelle lombarde solo per questa stagione, a causa delle distanze chilometriche.

### Classifica parziale
1. Milan 11 (7 partite giocate)
2. Doria 9 (7 partite giocate)
3. Genoa 9 (8 partite giocate)
4. Inter 8 (8 partite giocate)
5. USM 7 (8 partite giocate)
6. Libertas 0 (6 partite giocate)

### Verdetti finali
Il campionato risultò vinto dalle riserve dell'Andrea Doria, i quali vinsero per 2-0 a tavolino il 2 marzo la ripetizione della partita di Genova con l'Inter, per forfait dei neroazzurri.

### Calendario
- 3 novembre, Milan II-USM II 2-2
- 3 novembre, Inter II-Genoa II 5-3
- 3 novembre, Doria II-Libertas II 2-0 tav.
- 10 novembre, Milan II-Libertas II 7-0
- 10 novembre, USM II-Inter II 2-1
- 10 novembre, Doria II-Genoa II 0-0
- 17 novembre, Inter II-Milan II 3-1
- 17 novembre, Genoa II-Libertas II 7-1
- 17 novembre, Doria II-USM II 2-0
- 24 novembre, Inter II-Libertas II 11-1
- 24 novembre, Milan II-Doria II 6-0
- 24 novembre, Genoa II-USM II 1-0
- 19 gennaio, USM II-Libertas II 6-0
- 19 gennaio, Milan II-Genoa II 8-1
- 19 gennaio, Doria II-Inter II 1-1 ann.
- 26 gennaio, Milan II-USM II 6-0
- 26 gennaio, Genoa II-Inter II 5-1
- 2 febbraio, Inter II-USM II 1-0
- 2 febbraio, Doria II-Genoa II 2-0 tav.
- 9 febbraio, Milan II-Inter II 3-1
- 9 febbraio, USM II-Doria II 2-0 tav.
- 9 febbraio, Genoa II-Libertas II 6-0
- 2 marzo, Doria II-Inter II 2-0 tav.

## Veneto

### Classifica parziale
1. Venezia 4 (4 partite giocate)
2. Hellas 3 (3 partite giocate)
3. Volontari 2 (1 partita giocata)
4. Vicenza 1 (2 partite giocate)

Mancano i risultati delle riserve del Modena e del Bologna.

### Calendario
- 3 novembre, Vicenza II-Hellas II 1-1???
- 10 novembre, Venezia II-Hellas II 0-5
- 17 novembre, Volontari II-Venezia II 2-0
- 24 novembre, Venezia II-Vicenza II 5-1
- 2 febbraio, Hellas II-Venezia II 3-7